# Азиатский волк
Азиатский, или индийский, или иранский волк (лат. Canis lupus pallipes) — подвид серого волка, который обитает на территории Ливана, Турции, Ирана, Афганистана, Пакистана, Сирии, Индии и других близлежащих регионов.

## Описание
Высота в холке 45—75 см, вес 25—32 кг. Мех короткий, густой, бурого окраса. Он помогает им слиться с местным ландшафтом. У них почти нет подшёрстка, это помогает им сохранять прохладу в жарком климате Ближнего Востока. По-видимому, иногда воют.
Авторы последних исследований митохондриальной ДНК индийского волка предполагают, что популяции, населяющие Индийский полуостров, достаточно генетически различны и должны быть рассмотрены, как отдельный вид — Canis indica/.
От арабского волка отличается более тёмным окрасом, бо́льшим размером и пропорционально бо́льшей головой.

## Людоедство

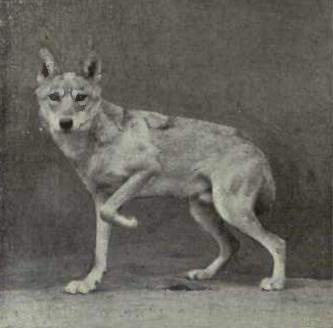
Индийский волк

В Индии с сокращением числа лесов и увеличением плотности населения периодически появляются стаи, специализирующиеся на людоедстве. Поскольку азиатский волк намного мельче других подвидов, они выработали особую стратегию - в бедных сельскохозяйственных районах они крадут грудных и маленьких детей, спящих с родителями во дворе во время жаркого сезона. Отмечены и случаи нападения на взрослых. Стая, охотившаяся в 1996 году растерзала около 30 человек. Стая, охотившаяся в 2024 году в штате Уттар-Прадеш растерзала 9 детей, ещё 50 человек выжило. Людоедов отлавливали с помощью приборов ночного видения и дронов.

## Текущая ситуация
Азиатскому волку, как и арабскому, угрожает гибридизация с домашними собаками, что опасно для генетической чистоты подвида. Главные причины сокращения численности популяции — деградация привычных местообитаний и охота. В странах Ближнего Востока азиатский волк находится под охраной только на территории Израиля, где его популяция составляет 150—250 особей.

## В культуре
Волк, известный в Турции и среди других тюркских государствах  и народов как бозкурт или гокбори, был главным тотемом древних тюркских племён и был национальным символом со времён гуннов до Османской империи. До принятия ислама тюрки надевали голову волка на концы флагштоков. Позднее, она была заменена на звезду и полумесяц. В турецкой (и в целом тюркской) мифологии существует поверье о том, что гоктюрки пошли от волчицы по имени Асена. Эта легенда перекликается с мифом о Ромуле и Реме.